# 香港四照花
香港四照花（学名：Cornus hongkongensis）是山茱萸科山茱萸属的常綠植物。分布于中国大陆的江西、福建、广西、浙江、云南、湖南、贵州、四川、广东等地，生长于海拔350米至1,700米的地区，多生在湿润山谷密林中以及混交林中，属中国原产的植物（非从国外引种）。木材可供建築用途。
本種最先於1850年在香港發現，1888年命名，曾被以為是香港特有種。目前受香港法例 96章 林務規例保護。

## 异名
- Cornus hongkongensis Hemsl.
- Cornus hongkongensis Hemsl. ssp. tonkinensis (Fang) Q. Y. Xiang